# Kineska jesetra
Kineska jesetra (lat. Acipenser sinensis), kritično je ugrožena vrsta roda Acipenser. Strogo je zaštićena u Kini, gdje se smatra i nacionalnim simbolom.

## Rasprostranjenost
Kineska jesetra je najjužnija vrsta reda Acipenseriformes. U povijesti je nastanjivala kineske rijeke Jangce, Huang He, Min i Bisernu rijeku te obale jugozapadne Koreje i japanskog otoka Kyushu.
Vrsta je danas ograničena na donji tok rijeke Jangce. Pristup gornjem toku je spriječen izgradnjom HE Gezhouba i HE Tri klanca.

## Opis vrste
Kineska jesetra u prosjeku dostiže dužinu od 200 do 500 cm, te masu od 200 do 500 kilograma, dok je rekordna masa iznosila 550 kg.
Anadromna je vrsta. Kada spolno sazriju, jedinke migriraju uzvodno na mriještenje, obično u lipnju i srpnju. Odrasle jedinke se ne hrane dok su u slatkim vodama, dok se mlađ hrani pridnenim beskralježnjacima.

## Ugroženost i zaštita
Kineska jesetra je kritično ugrožena vrsta i prijeti joj izumiranje. Najveći uzroci ugroženosti su izlov (u prošlosti), krivolov, zagađenje i izgradnja hidroelektrana kojima se priječe migracije.
Kineska vlada je uvela režim stroge zaštite ove vrste, kako bi spriječila izumiranje. Programom uzgoja kineske jesetre u ribnjacima je između 1983. i 2007. godine uzgojeno i kasnije u Jangce pušteno oko 9 milijuna jedinki ove vrste. Smatra se da je tim programom ukupna populacija jesetre povećana tek za 10%. Posljednjim istraživanjima je ustvrđeno da u divljini preživljava jedva 199 do 473 spolno zrelih jedinki kineske jesetre.

## Vanjske poveznice
Sestrinski projekti
|  | Zajednički poslužitelj ima još gradiva o temi Kineska jesetra |
|  | Wikivrste imaju podatke o taksonu Kineska jesetra             |